# Sidhaulī
Sidhaulī är en ort i Indien.   Den ligger i distriktet Sītāpur och delstaten Uttar Pradesh, i den norra delen av landet, 400 km öster om huvudstaden New Delhi. Sidhaulī ligger 134 meter över havet och antalet invånare är 22 193.
Terrängen runt Sidhaulī är mycket platt. Runt Sidhaulī är det tätbefolkat, med 735 invånare per kvadratkilometer. Det finns inga andra samhällen i närheten. Trakten runt Sidhaulī består till största delen av jordbruksmark.